# December 1997
Dit artikel geeft een chronologisch overzicht van alle belangrijke gebeurtenissen per dag in de maand december van het jaar 1997.

## Gebeurtenissen

### 2 december
- Borussia Dortmund wint in Tokio de wereldbeker door het Braziliaanse Cruzeiro EC met 2-0 te verslaan.

### 3 december
- In Ottawa (Canada) tekenen 121 landen een verdrag tegen de productie en het gebruik van anti-persoon landmijnen. De Verenigde Staten, Rusland en China tekenen niet.
- Het weekblad De Groene Amsterdammer meldt de vondst van het archief van de Duitse 'roofbank' Lippman-Rosenthal in een leegstaand pand aan de Amsterdamse Herengracht. Het blijkt te zijn achtergebleven na een verhuizing van het ministerie van Financiën. Een week later onthult De Groene dat medewerkers van Financiën eind jaren zestig onderhands sieraden en kleinoden uit de joodse nalatenschappen hebben gekocht. Beide berichten leiden tot grote verontwaardiging in de joodse gemeenschap.

### 6 december
- Schaatser Gianni Romme verbetert met 6.30,63 het wereldrecord op de 5.000 meter. Het prille schaatsseizoen wordt gekenmerkt een regen aan records, door toedoen van de klapschaats. Zo scherpt de Canadese Catriona LeMay de tijd op de 500 meter aan tot 37,55 en brengt haar landgenoot Jeremy Wotherspoon de tijd op de 1.000 meter op 1.10,16.

### 11 december
- Het verdrag van Kyoto stelt richtlijnen voor de beperking van de uitstoot van broeikasgassen.
- De erven van de Amsterdamse, joodse kunsthandelaar Jacques Goudstikker, die tijdens zijn vlucht voor de nazi's verongelukte, claimen honderden schilderijen die na de Tweede Wereldoorlog onrechtmatig in bezit zouden zijn gekomen van de Nederlandse overheid.

### 16 december
- Ondanks druk uit eigen gelederen blokkeert de senaatsfractie van het CDA een initiatiefwetsvoorstel van Paul Rosenmöller (GroenLinks) voor het wettelijk recht op deeltijdarbeid.
- Minister Els Borst (Volksgezondheid) zorgt voor een staatsrechtelijk novum door haar fractie (D66) op te roepen tegen een kabinetsplan voor sanering van de varkensstapel te stemmen. Een dag later zegt ze in de Tweede Kamer dat zij “zich te veel had laten meeslepen door loyaliteit met mijn partijgenoten”.
- In Vorselaar wordt voor het eerst een illegaal gebouwde woning gesloopt door een aannemer in opdracht van de overheid.[1] Het beeld zal minister van ruimtelijke ordening Eddy Baldewijns blijven achtervolgen.
- In Los Angeles opent het Getty Center, ontworpen door de Amerikaan Richard Meier.

### 17 december
- Jorn Barger introduceert het woord Weblog.

### 18 december
- Een speciaal daartoe overgevlogen Nederlandse legereenheid arresteert bij het Bosnische stadje Vitez twee van oorlogsmisdaden verdachte Bosnische Kroaten.

### 19 december
- Om een crisis te voorkomen gaat de D66-fractie in de Tweede Kamer na veel tegenstand akkoord met het kabinetsvoorstel de varkensstapel in te krimpen met 20 in plaats van de eerder beoogde 25 procent.
- Twee Nederlandse militairen raken lichtgewond bij een aanslag met een handgranaat op een basis van Nederlandse SFOR-troepen in Centraal-Bosnië.

### 20 december
- Een KLM-helikopter stort neer in de Noordzee. Eén inzittende komt om, de zeven anderen worden gered.

### 21 december
- Acteur Sacco van der Made overlijdt op 79-jarige leeftijd.

### 22 december
- In de Mexicaanse deelstaat Chiapas worden tientallen ongewapende indianen vermoord in het bloedbad van Acteal. Het Zapatistisch Nationaal Bevrijdingsleger (EZLN) stelt de PRI en de grootgrondbezitters verantwoordelijk.

### 25 december
- Kim Dae-jung wordt gekozen tot president van Zuid-Korea.
- De Italiaanse regisseur Giorgio Strehler overlijdt op 76-jarige leeftijd.

### 30 december
- In de Oosterparkwijk in Groningen breken rellen uit. Een groep van zo'n zestig jongeren maakt zich schuldig aan brandstichting en plundering. De politie grijpt eerst niet -en vervolgens te laat- in. Dat zou later leiden tot het aftreden van burgemeester Hans Ouwerkerk en mede aanleiding zijn voor het vertrek van korpschef Jaap Veenstra en hoofdofficier van justitie Ruud Daverschot. De ongeregeldheden begonnen na een 'waarschuwing' in de media van SP-Statenlid en Oosterpark-bewoner Sjon Lammerts.

<< · januari · februari · maart · april · mei · juni · juli · augustus · september · oktober · november · december · >>